# Underwoodisaurus seorsus
Espèce
Underwoodisaurus seorsus est une espèce de gecko de la famille des Carphodactylidae.

## Répartition
Cette espèce est endémique du Pilbara en Australie-Occidentale. 

## Description
Cette espèce mesure jusqu'à 100 mm sans la queue.

## Publication originale
- Doughty & Oliver, 2011 : A new species of Underwoodisaurus (Squamata: Gekkota: Carphodactylidae) from the Pilbara region of Western Australia. Zootaxa, n. 3002, p. 20–30.